# 滇黔志略
《滇黔志略》，是清朝官员谢圣纶私人修著的地方志，系唯一一部云南、贵州合编的地方志:7。
谢圣纶是福建建宁人，乾隆六年（1741）中顺天乡试举人，先后于贵州天柱县、云南云南县、宾川州、丽江府维西、贵州柳霁县等地任职，乾隆十三年（1748年）开始搜集资料，二十六年（1761年）完成初稿，同年辞官回乡，又校补订正，乾隆二十八年（1763年）成书刊刻。

## 内容
《滇黔志略》共30卷，前16卷为《滇志略》，后14卷为《黔志略》:187-188，全书仅30余万字，较为简略。作者自述《滇黔志略》内容十分之三取自前志，十分之七为各类书目中纂辑而来:188，实际取自前志的内容不少于十之五六。《滇黔志略》内容大都从其他书目中抄录，颇有条理，有时也记载作者亲历目睹事迹:694。道光《云南通志稿》评价《滇黔志略》“《风俗》卷中，每就一二传闻之事以概其余，殊多失实，疏略亦屡见也”，实际则是因为谢圣纶的记载揭露了当时的社会矛盾，为士大夫所不愿闻:695。
《滇黔志略》云南部分引用史志著作80余种、文10余篇，贵州部分引用史志著作70余种，文60余篇，部分引用书目今已失传，为后世保留众多辑佚资料。但是《志略》对引用的书目情况毫无交待，除书名之外没有时代、作者等其他信息，例如各条史料末尾注明“《通志》”，而云南、贵州此前均已修纂多部省志，令人搞不清楚具体指的哪一本书。

## 版本
《滇黔志略》现存版本有：
| 版本     | 藏馆/出版机构    | 来源 | 参考          |
| -------- | ---------------- | --- | ------------- |
| 清刊本   | 中国科学院图书馆 | | :819          |
| 清刊本   | 复旦大学图书馆   | | :819          |
| 清刊本   | 中国国家图书馆   | 原刻本摄影胶卷放大复制。 | :1            |
| 清抄本   | 兰州大学图书馆   | 乾隆年间抄自原刻本，因原刻本印量极少，刻本出版不久后即促成了抄本的出现。                                                       | :1            |
| 民国抄本 | 云南省图书馆     | 民国年间抄自中国科学院图书馆藏原刻本。                                                                                         | :1            |
| 现代抄本 | 云南大学图书馆   | 1964年抄自云南省图书馆抄本。                                                                                                   | :1            |
| 油印本   | 贵州省图书馆     | 1966年油印本。 | :1            |
| 影印本   | 兰州大学出版社   | 《中国西南文献丛书》本，据乾隆抄本影印:1，辑入第3辑第12卷。                                                                    | :17           |
| 影印本   | 国家图书馆出版社 | 《复旦大学图书馆藏稀见方志丛刊》本，影印复旦大学图书馆藏乾隆刊本，2010年出版。                                                 | [ 9 ]         |
| 影印本   | 中华书局         | 《云南历代方志集成》本，2020年出版。                                                                                           | [ 10 ] [ 11 ] |
| 点校本   | 贵州人民出版社   | 云南大学古永继点校，以兰州大学影印本为底本，与云南大学图书馆抄本、中国国家图书馆摄影本对校，2008年出版，题名《滇黔志略点校》。 | :1-2          |